# باران (فیلم ۱۹۲۹)
«باران» (هلندی: Regen) فیلمی در ژانر مستند است که در سال ۱۹۲۹ منتشر شد.